# Mads Bødker
Mads Bødker (Copenaghen, 31 agosto 1987) è un ex hockeista su ghiaccio danese.
Anche il fratello Mikkel Bødker è un hockeista su ghiaccio.

## Carriera
Dal 2003 al 2006 ha giocato per il Rødovre SIK. Dalla stagione 2006-2007 alla stagione 2010-2011 ha giocato per il Rögle BK in Svezia. In seguito per una stagione (2011-2012) ha militato nel Leksands IF, prima di passare ai Malmö Redhawks per l'annata 2012-2013. Nel 2013-2014 ha indossato la casacca dell'Ioujny Oural Orsk in Russia e dei DEG Metro Stars in Germania. Negli ultimi due anni di carriera, dal 2014 al 2016, ha giocato con il SønderjyskE Ishockey in Danimarca.
A livello internazionale, con la rappresentativa danese, ha partecipato a diverse edizioni dei campionati mondiali dal 2006 al 2016.